# Antropologia economica
L'antropologia economica è una disciplina dell'antropologia che studia il comportamento economico umano. È esercitata dagli antropologi ed ha un complesso rapporto con l'economia. 
All'interno dell'antropologia economica ci sono tre paradigmi importanti: formalismo, sostantivismo e culturalismo.
L'antropologia economica si è evoluta studiando la produzione, la distribuzione e la circolazione delle risorse materiali in società preindustriali. È bene sottolineare che le risorse non sono soltanto di tipo materiale ma anche di tipo simbolico (un sapere, una tecnica, un'ideologia politica o religiosa, ecc.), infatti costituiscono l'oggetto di studio privilegiato dell'antropologia politica.

## Storia
Le origini dell'antropologia economica sono piuttosto vaghe ma con sicurezza possiamo affermare che colui che diede un grande contributo alla nascita di questa disciplina, fu Karl Polanyi, un economista ungherese trasferitosi in Gran Bretagna nel 1940 per sfuggire ai nazisti, il quale sulla base degli studi antropologici di Bronisław Malinowski (le forme di scambio cerimoniale kula delle isole Trobriand), Franz Boas (le cerimonie del potlatch degli indiani nordamericani del Pacifico) e Marcel Mauss (studio sul dono presso i Maori) elaborò la sua teoria economica basata sul principio di reciprocità.

## Antropologia economica e filosofia della condivisione
L'opera intitolata La grande trasformazione, insieme ad altri lavori di ricerca di Polanyi e collaboratori, rappresenta una delle più importanti critiche alla società di mercato. Come altri studiosi prima di lui, il filosofo ungherese capovolge l'idea secondo cui il mercantilismo costituisce una tappa naturale nella storia delle società umane. Dominati dalla competizione e dall'avidità, la società capitalistica e il libero mercato sarebbero destinati prima o poi a chiudersi con una crisi violenta. Egli mette in discussione le categorie di pensiero dell'economia neoliberista. Critica per esempio l'utilitarismo e l'avidità dell'homo oeconomicus, già messo in discussione dalla sociologia di Émile Durkheim e Marcel Mauss, dall'antropologia di Marshall Sahlins, dalla psicoanalisi di Erich Fromm e Gregory Bateson.
L'essere umano non viene considerato rapace e indomabile, creatura fatta di passioni e impulsi che spingono inesorabilmente a consumare. Generoso e capace di andare incontro ai bisogni dei suoi simili, l'uomo ha piuttosto smarrito il cammino che lo conduce verso relazioni più giuste con i suoi simili, con l'ambiente che lo ospita, e verso una vita più salutare e felice. Egli sarebbe attualmente incapace di valutare il mondo e le relazioni sociali secondo parametri diversi da quelli imposti e favoriti dal mercantilismo. È divenuto vittima delle logiche del libero mercato, il quale ha saputo nel tempo favorire una precisa costruzione sociale nella quale «apprendiamo come consumare e quale valore attribuire al nostro tempo, alla felicità e ai nostri simili».
Polanyi apre la strada a riflessioni successive, di natura economica e sociale, che confluiranno nelle varie prospettive della filosofia della condivisione. Questa corrente raggruppa attualmente studiosi di discipline diverse che, accomunati da un ripensamento dell'economia e della società a partire da relazioni più giuste, si richiamano a molte ricerche di antropologia economica. L'unità del genere umano, il mancato riconoscimento dei diritti fondamentali dell'uomo, l'impegno a prendersi cura degli altri, la critica al consumismo o l'idea secondo cui tutti devono poter beneficiare delle risorse naturali del pianeta nel rispetto dell'ambiente sono solo alcuni dei temi più importanti nella riflessione di questa corrente di pensiero.